# Erythrina tahitensis
Erythrina tahitensis é uma espécie vegetal da família Fabaceae.
Apenas pode ser encontrada no seguinte país: Polinésia Francesa.